# 알래스카 주의회

알래스카 주의회(Alaska State Legislature)는 미국 알래스카주의 주의회이다. 40명으로 구성된 알래스카주 하원과 20명으로 구성된 알래스카주 상원으로 구성된 양원제 기관이다. 40개의 하원 선거구(1~40)와 20개의 상원 선거구(A~T)가 있다. 총 60명의 의원으로 구성된 알래스카 주 의회는 미국에서 가장 작은 양원제 주 의회이며 모든 주 의회 중에서 두 번째로 작은 주 의회이다(49명의 단원제 의원으로 구성된 네브라스카 주의회만이 더 작다). 두 내각 모두 임기 제한이 없다. 알래스카 주 의회는 주노의 알래스카 주 의사당에서 회의를 개최한다. 2023년부터 현재 회의는 제33대 알래스카 주 의회이다. 이전 회의인 제32차 알래스카 주의회는 2021년부터 2023년까지 열렸다.

## 같이 보기
- 알래스카 주청사